# Bijela vrba
Bijela vrba (lat. Salix alba) je bjelogorična vrsta drveća iz porodice vrba (lat. Salicaceae). 

## Rasprostranjenost
Raste kao grm ili do 20 m visoko drvo u nizinskim šumama Europe, jugozapadne i srednje Azije. U Hrvatskoj je autohtona vrsta i pojavljuje se u ritskim šumama uz rijeke, koje su dio godine poplavljene. U Podunavlju rastu šume bijele vrbe s broćikom (lat. Galio-Salicetuma albae) i šume bijele vrbe i crne topole (lat. Salici albae-Populetum nigrae).
Budući da jako gusto raste, taloži i zadržava pijesak, bademasta vrba stvara uvjete za uspijevanje bijele vrbe, koja ju potiskuje.

## Izgled
Vrhovi su grana svinuti prema dolje, a izbojci sivkasti i žilavi. Lišće je do 10 cm dugo i oko 1,5 cm široko, u početku gusto srebrnasto-svilenasto, kasnije odozdo srebrnasto-dlakavo, u sredini najšire, fino i žlijezdasto napiljena ruba, s palistićima. Rese su do 6 cm duge na postranim mladicama. Cvjetni priperci su žuti, podjednake boje. Prašnika ima 2. U cvjetovima su po 2 žlijezde. Cvatu za ili iza listanja. Varijetet bijele vrbe, Salix alba var. vitellina uzgaja se u vrtovima i vinogradima, a izbojci su žuti i sjajni te žilavi i dobri za vezanje.

## Korisnost
Mlade jednogodišnje grančice se koriste za pletenje košara. Hipokrat je u 5. stoljeću prije rođenja Krista, pisao o gorkom prahu iz kore bijele vrbe, koji ublažava bolove i vrućicu. Talijanski kemičar  Raffaele Piria i francuski farmaceut Henri Leroux izolirali su salicin, aktivnu tvar iz vrbine kore, 1828. godine. Od salicina dobiva se salicilna kiselina, a od nje reakcijom esterifikacije dobiva se aspirin, koji je acetilsalicilna kiselina.

## Galerija
- Lišće bijele vrbe
- Stablo bijele vrbe
- Salix alba var. vitellina zimi
- Tinktura iz kore bijele vrbe